# Sugar Act
Ne doit pas être confondu avec Sugar Act (1934).

Le Sugar Act (appelé aussi Plantations Act ; en français : « loi sur le sucre ») est une loi votée par le Parlement britannique le 5 avril 1764. Elle fait partie d'une longue série de décisions provoquant le mécontentement des colons américains et finalement la révolution américaine. Elle a été précédée en 1733 par le Sugar and Molasses Act.

## Précédents et prémices
Le Sugar Act s'ajoute à une fiscalité du sucre qui s'est développée dès la révolution financière britannique de la fin du XVIIIe siècle. C'est une modification et un renouvellement du Sugar and Molasses Act voté en 1733, qui imposait le paiement d'une taxe sur les mélasses étrangères importées dans les 13 colonies britanniques d'Amérique du Nord mais n'était pas appliquée en raison de la corruption ou de l'intimidation contre les agents des douanes, qui a tendance à s'étendre à d'autres secteurs du commerce. Le sucre vient alors essentiellement de la partie française de Saint-Domingue, qui est montée en puissance et vend son sucre moins cher que la Jamaïque britannique.
Dès 1761, un durcissement s'opère. Le procureur de la République de Boston, James Otis démissionne alors de son poste pour représenter les intérêts des négociants du port et attaquer la procédure privilégiée datant d'Oliver Cromwell qui permettait de retrouver partout en Angleterre les marchandises de contrebande, le Writ of Assistance. Un jeune avocat nommé John Adams, qui deviendra président des États-Unis, l'assiste.

## Décisions
Le Premier ministre britannique Lord Grenville souhaitait alors mettre fin aux fraudes, à la contrebande et à la corruption pour faire effectivement payer ces taxes douanières. Le Sugar Act de 1764 réduit les taxes de 6 à 3 pence le gallon. Cependant, le texte renforce le contrôle et surtout étend les taxes à d'autres produits que les mélasses (sucre, certains vins, café, piments, batiste, indiennes) et renforce la réglementation sur les exportations de bois et de fer.
Cette loi s'inscrit dans la politique impériale menée par la Grande-Bretagne depuis la fin de la guerre de Sept Ans : il s'agit d'une manière de contrôler le commerce dans les colonies et d'accroître les revenus de la Couronne britannique, notamment pour l'entretien de l'armée restée stationnée à l'issue de la guerre. Cette loi avait aussi pour but de favoriser l'importation de mélasse provenant de colonies britanniques, en vertu du monopole économique et du mercantilisme alors en vigueur.

## Conséquences
Le Sugar Act ne fut pas appliqué dans les faits. Si cette loi est encore un échec, elle va fortement pénaliser le commerce des 13 colonies avec les îles sucrières de Madère, des Açores, des îles Canaries et des Antilles françaises (Guadeloupe, Martinique, Haïti) et provoquer la crise de l'industrie du rhum en Nouvelle-Angleterre. Associée au Currency Act voté la même année et au Stamp Act (22 mars 1765), cette loi provoque l'exaspération des colons, dont l'opposition grandissante aux lois votées à Londres va mener à la révolution américaine et à la guerre d'Indépendance à partir de 1775.
Le Sugar Act est abrogé en 1766, en même temps que le Stamp Act, mais aussitôt remplacé par le Declaratory Act, qui réaffirme l'autorité du Parlement pour légiférer dans les colonies, puis en 1767 par les Townshend Acts, destinés à trouver de nouvelles sources de revenus.